# Saison 1982 de l'ATP

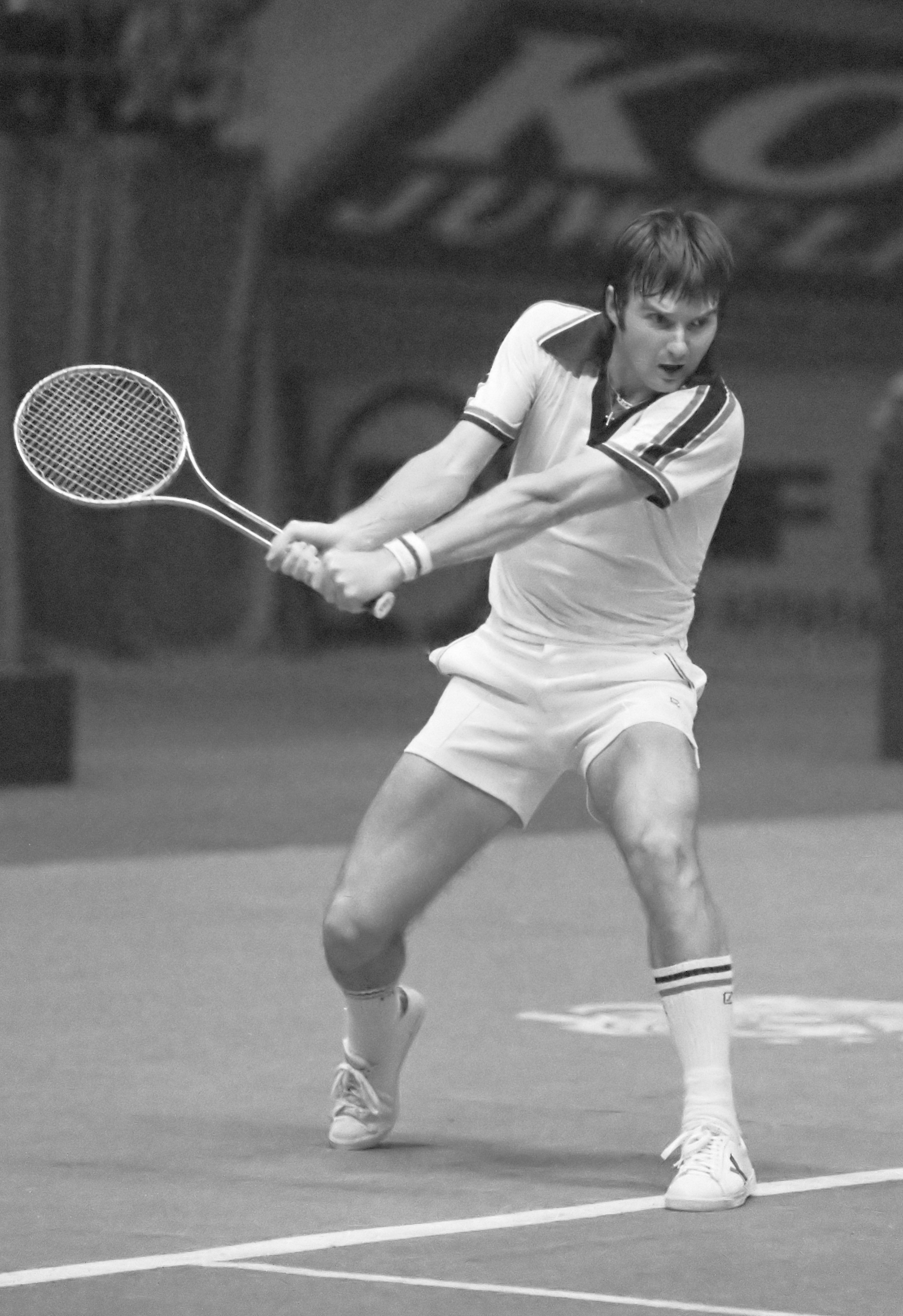
Jimmy Connors

Résultats des principaux tournois de tennis organisés par l'ATP en 1982. 

## Résultats
| Date  | Tournoi         | Tournoi | Dotation  | Surface     | Vainqueur     | Vainqueur | Finaliste       | Finaliste | Score                   | Tableau |
| ----- | --------------- | ------- | --------- | ----------- | ------------- | --------- | --------------- | --------- | ----------------------- | ------- |
| 24/05 | Roland-Garros   |         | $ 450 000 | Terre       | Mats Wilander |           | Guillermo Vilas |           | 1-6, 7-6, 6-0, 6-4      | Tableau |
| 21/06 | Wimbledon       |         | $ 500 000 | Herbe       | Jimmy Connors |           | John McEnroe    |           | 3-6, 6-3, 6-7, 7-6, 6-4 | Tableau |
| 30/08 | US Open         |         | $ 600 000 | Dur         | Jimmy Connors |           | Ivan Lendl      |           | 6-3, 6-2, 4-6, 6-4      | Tableau |
| 29/11 | Australian Open |         | $ 450 000 | Herbe       | Johan Kriek   |           | Steve Denton    |           | 6-3, 6-3, 6-2           | Tableau |
| 17/01 | Masters         |         | $ 400 000 | Synthétique | Ivan Lendl    |           | John McEnroe    |           | 6-4, 6-4, 6-2           | Tableau |

## Classement final ATP 1982
| N° | Joueur           | Pays | Evolution     |
| -- | ---------------- | ---- | ------------- |
| 1  | John McEnroe     |      | en stagnation |
| 2  | Jimmy Connors    |      | +1            |
| 3  | Ivan Lendl       |      | −1            |
| 4  | Guillermo Vilas  |      | +2            |
| 5  | Vitas Gerulaitis |      | +4            |
| 6  | José Luis Clerc  |      | −1            |
| 7  | Mats Wilander    |      | +62           |
| 8  | Gene Mayer       |      | −1            |
| 9  | Yannick Noah     |      | +3            |
| 10 | Peter McNamara   |      | en stagnation |
| 11 | José Higueras    |      | +25           |
| 12 | Johan Kriek      |      | +1            |
| 13 | Steve Denton     |      | +11           |
| 14 | Eliot Teltscher  |      | −6            |
| 15 | Andrés Gómez     |      | +22           |
| 16 | Sandy Mayer      |      | −2            |
| 17 | Kevin Curren     |      | +40           |
| 18 | Brian Teacher    |      | −2            |
| 19 | Buster C Mottram |      | +49           |
| 20 | Jimmy Arias      |      | +61           |